# Hasora hurama
Hasora hurama es una especie de lepidóptero de la familia Hesperiidae. Es originaria de Australia (nordeste de la costa del Territorio del Norte, en Queensland), Nueva Guinea, Islas Molucas e Islas Salomón.
Tiene una envergadura de alas de 50 mm de amplitud.
Las larvas se alimentan de Derris trifoliata, viven en un refugio hecho uniendo hojas con hilos de seda.

## Subespecies
- Hasora hurama hurama
- Hasora hurama mola Evans, 1949 (Bacan)